# Taró Daniel
Taró Daniel, japonsky ダニエル 太郎, [Danieru Taró] – jap. přepis = Daniel), (* 27. ledna 1993 New York) je japonský profesionální tenista. Ve své dosavadní kariéře vyhrál na okruhu ATP World Tour jeden singlový turnaj. Na challengerech ATP a okruhu ITF získal do května 2018 devět titulů ve dvouhře a jeden ve čtyřhře.
Na žebříčku ATP byl ve dvouhře nejvýše klasifikován v srpnu 2018 na 64. místě a ve čtyřhře pak v květnu 2019 na 351. místě. Trénuje ve valencijské TenisVal Academy pod vedením bývalého španělského tenisty Josého Francisca Altura.
V japonském daviscupovém družstvu debutoval v roce 2014 tokijským čtvrtfinále Světové skupiny proti České republice, v němž odešel poražen z dvouher proti Lukáši Rosolovi a Jiřímu Veselému. Japonci duel prohráli 0:5 na zápasy. Do dubna 2018 v soutěži nastoupil k šesti mezistátním utkáním s bilancí 3–6 ve dvouhře a 0–0 ve čtyřhře.
Japonsko reprezentoval na Letních olympijských hrách 2016 v Riu de Janeiru, kde v mužské dvouhře startoval na divokou kartu. Po výhrách nad Američanem Jackem Sockem a Britem Kylem Edmundem vypadl ve třetím kole s pozdějším stříbrným medailistou Juanem Martínem del Potrem z Argentiny.

## Tenisová kariéra
Na nejvyšší grandslamové úrovni si ve dvouhře zahrál třetí kolo kvalifikace na Australian Open 2014. Na úvod si poradil se Švýcarem Henrim Laaksonenem a ve druhém kole vyřadil chilského hráče Pauls Capdevilla. V přímém boji o účast v hlavní mužské soutěži však nestačil na favorizovaného Brazilce Thomaze Bellucciho.
Po zvládnuté kvalifikaci si premiérovou účast v hlavní soutěži turnaje okruhu ATP Tour zajistil na Royal Guard Open 2014 v chilském Viña del Mar. V prvním kole vrátil čerstvou porážku Belluccimu po setech 6–3 a 6–3. Ve druhé fázi udolal argentinskou turnajovou osmičku Federica Delbonise po dramatickém průběhu 1–6, 7–6 a 7–6, v rozhodujícím tiebreaku poměrem míčů 9:7. Ve čtvrtfinále však nestačil na třetího nasazeného Španěla Nicoláse Almagra ve dvou sadách.
Na březnovém mastersu BNP Paribas Open 2018 v Indian Wells vyřadil jako kvalifikant a 109. hráč žebříčku Brita Camerona Norrieho a následně bývalou světovou jedničku Novaka Djokoviće po třísetovém průběhu. Ve třetím kole dohrál na raketě Argentince Leonarda Mayera.
Premiérovou kariérní trofej na túře ATP vybojoval ve dvaceti pěti letech, když ve finále květnového Istanbul Open 2018 zdolal 34letého tuniského hráče Maleka Džazírího po dvousetovém průběhu.

## Soukromý život
Narodil se roku 1993 v New Yorku do rodiny amerického finančního managera Paula Daniela a japonské matky Jasue, narozené v Amami, prefektuře Kagošima. Má starší sestru Kanu. Za preferované druhy dvorců uváděl tvrdý povrch a antuku. Jako nejsilnější pak hodnotil bekhendový úder.

## Finále na okruhu ATP World Tour
| Legenda                         |
| D – dvouhra; Č – čtyřhra        |
| Grand Slam (0)                  |
| Turnaj mistrů (0)               |
| ATP World Tour Masters 1000 (0) |
| ATP World Tour 500 (0)          |
| ATP World Tour 250 (1–0 D)      |

### Dvouhra: 1 (1–0)
| Stav  | č. | datum          | turnaj            | povrch | soupeř ve finále | výsledek      |
| ----- | -- | -------------- | ----------------- | ------ | ---------------- | ------------- |
| Vítěz | 1. | 6. května 2018 | Istanbul, Turecko | antuka | Malek Džazírí    | 7–6(7–4), 6–4 |

## Finále na challengerech ATP a okruhu Futures
| Legenda                    |
| -------------------------- |
| Challengery (4–5 D; 5–6 Č) |
| Futures (1–1 D; 0–1 Č)     |

### Dvouhra: 15 (9–6)
| Stav      | č. | datum              | turnaj                                | povrch    | soupeř ve finále     | výsledek      |
| --------- | -- | ------------------ | ------------------------------------- | --------- | -------------------- | ------------- |
| Vítěz     | 1. | 10. června 2012    | Santa Margarida de Montbui, Španělsko | tvrdý     | Alexandr Lobkov      | 7–5, 7–5      |
| Vítěz     | 2. | 22. července 2012  | Gandia, Španělsko                     | antuka    | Marc Giner           | 6–3, 6–4      |
| Vítěz     | 3. | 18. května 2013    | Valldoreix, Španělsko                 | antuka    | Steven Diez          | 6–3, 6–2      |
| Vítěz     | 4. | 13. října 2013     | Porto, Portugalsko                    | antuka    | Ricardo Lara Ojeda   | 6–0, 6–3      |
| Finalista | 1. | 5. listopadu 2013  | Yeongwol, Jižní Korea                 | tvrdý     | Bradley Klahn        | 6–7(5–7), 2–6 |
| Finalista | 2. | 8. září 2014       | Sevilla, Španělsko                    | antuka    | Pablo Carreño Busta  | 4–6, 1–6      |
| Vítěz     | 1. | 20. dubna 2015     | Vercelly, Itálie                      | antuka    | Filippo Volandri     | 6–3, 1–6, 6–4 |
| Vítěz     | 2. | 1. června 2015     | Fürth, Německo                        | antuka    | Albert Montañés      | 6–3, 6–0      |
| Finalista | 3. | 15. listopadu 2015 | Kóbe, Japonsko                        | tvrdý (h) | John Millman         | 1–6, 3–6      |
| Vítěz     | 3. | 22. listopadu 2015 | Jokohama, Japonsko                    | tvrdý     | Go Soeda             | 4–6, 6–3, 6–3 |
| Vítěz     | 4. | 21. srpna 2016     | Cordenons, Itálie                     | antuka    | Daniel Gimeno-Traver | 6–3, 6–4      |
| Finalista | 4. | 10. září 2016      | Seville, Španělsko (2)                | antuka    | Casper Ruud          | 3–6, 4–6      |
| Finalista | 5. | 29. ledna 2017     | Maui, Spojené státy                   | tvrdý     | Čong Hjon            | 6–7(3–7), 1–6 |
| Vítěz     | 5. | 19. března 2017    | Tigre, Argentina                      | tvrdý     | Leonardo Mayer       | 5–7, 6–3, 6–4 |
| Finalista | 6. | 5. listopadu 2017  | Canberra, Austrálie                   | tvrdý     | Matthew Ebden        | 6–7(4–7), 4–6 |

### Čtyřhra: 2 (1–1)
| Stav      | č. | datum          | turnaj              | povrch | spoluhráč          | soupeři ve finále                      | výsledek |
| --------- | -- | -------------- | ------------------- | ------ | ------------------ | -------------------------------------- | -------- |
| Vítěz     | 1. | 17. února 2013 | Mallorca, Španělsko | antuka | David Souto        | Jozef Kovalík Lukáš Maršoun            | bez boje |
| Finalista | 1. | 22. září 2013  | Kenitra, Maroko     | antuka | Alexandr Rumjancev | Gerard Granollers Jordi Samper-Montana | 4–6, 4–6 |